# Meer vrouw op straat
Meer vrouw op straat is een televisieprogramma uit 2020 dat werd uitgezonden op Canvas. Sofie Lemaire bracht een aantal vrouwen in Vlaamse steden onder de aandacht die volgens hun inwoners een straatnaam verdienen.
Onder meer Marie Louise Habets, Miss Athléta en Louisa d'Havé werden genomineerd.

## Afleveringen
1. Antwerpen (3 maart 2020)
2. Brussel (10 maart 2020)
3. Oostende (17 maart 2020)
4. Mechelen (24 maart 2020)
5. Gent (31 maart 2020)
6. Leuven (7 april 2020)
7. Brugge (14 april 2020)
8. Hasselt (21 april 2020)